# Cicirra decemmaculata
Genre
Espèce
Cicirra decemmaculata, unique représentant du genre Cicirra, est une espèce d'araignées aranéomorphes de la famille des Desidae.

## Distribution
Cette espèce est endémique de Tasmanie en Australie.

## Description
La femelle holotype mesure 3,5 mm.

## Publication originale
- Simon, 1886 : Descriptions de quelques espèces nouvelles de la famille des Agelenidae. Annales de la Société entomologique de Belgique, vol. 30, p. 56-61 (texte intégral).